# Press (serie de televisión)
Press es una serie de televisión británica de seis capítulos emitida por la cadena BBC One el 6 de septiembre de 2018. La trama se basa en la vida de los editores y periodistas que trabajan en un periódico de tendencia izquierdista (Herald) y en un periódico populista (Post), ambos diarios rivales. Sus encuentros y desencuentros por la divulgación de ciertas noticias gatillarán la trama principal de la serie.

## Reparto
- Charlotte Riley como Holly Evans, editora de la sección noticias del medio de prensa "Herald".[1][2]
- Ben Chaplin como Duncan Allen, editor del medio de prensa "Post".
- Priyanga Burford como Amina Chaudury, editora del medio de prensa "Herald".
- Paapa Essiedu como Ed Washburn, periodista del medio de prensa "Post".
- Al Weaver como James Edwards, periodista de investigación en el medio de prensa "Herald".
- Ellie Kendrick como Leona Manning-Lynd, periodista en el medio de prensa "Herald".
- Brendan Cowell como Peter Langly, editor adjunto del medio de prensa "Herald".
- Shane Zaza como Raz Kane, editor de la sección noticias del medio de prensa "Post".
- Susannah Wise como Wendy Bolt, un columnista.
- David Suchet como George Emmerson, presidente y CEO de Worldwide News, dueño del medio de prensa "Post".
- Elliot Levey como Matthew Harper, el Primer ministro.
- Dominic Rowan como Joshua West, magnate empresarial.